# Романелли, Самуил
Самуил (Самуэль) Романелли (итал. Samuel Romanelli; 19 сентября 1757, Мантуя — 17 октября 1814, Казале-Монферрато, Пьемонт) — итальянский поэт, переводчик и путешественник. Представитель движения Хаскала.

## Биография

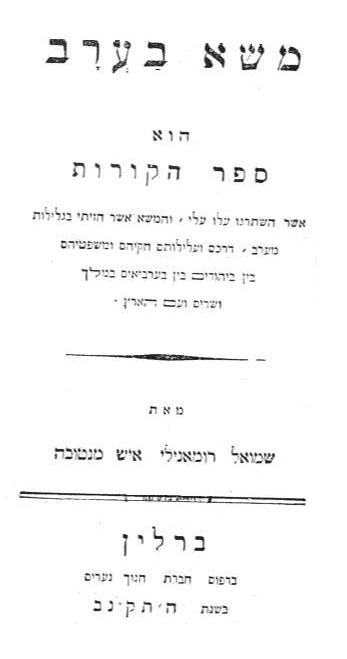
С. Романелли. «Massa ba-Arab», Берлин, 1792

Еврейского происхождения. С юности стал путешествовать по Европе, смог выучить несколько языков, поскольку получил хорошее образование в еврейских религиозных учебных заведениях. Знаток классической европейской литературы. На него, как и на многих литераторов его поколения, оказали влияние идеи эпохи Просвещения. В 1786 году во время своего визита в Лондон он перевел на иврит известное стихотворение Александра Поупа «Очерк о человеке».
Из Англии отправился в Гибралтар в надежде найти корабль, который доставит его обратно в родную Италию. Оказался в затруднительном положении, так как потерял паспорт, потратил все свои деньги, пока английский купец не предложил ему отправиться с ним в Марокко и найти средства к существованию на этой мусульманской земле. За эти годы Романелли выучил марокканский арабский язык и смог изучить специфику марокканской культуры. Посетил и жил среди еврейских общин в Танжере, Тетуане, Мекнесе, Марракеше, Эль-Джадиде и Эс-Сувейре, зарабатывая на жизнь проповедями в синагогах, работая писцом и переводчиком у европейских консулов и бухгалтером у еврейских торговцев.
Свои четырехлетние странствования по Марокко (1787—1790) описал в книге «Massa ba-Arab» (1792), пользовавшейся большим успехом и часто издававшейся. Сочинение С. Романелли, состоящее из 14 глав, посвящено политическому, юридическому и общественному быту евреев и арабов в Марокко, их взаимным отношениям; является ценным пособием для истории евреев в Марокко.
Вернувшись в Европу, жил в Берлине (1791), Вене (1793), Лондоне (1799) и Лилле (Франция), вернулся в Италию около 1800 года.
Отлично владея еврейским и итальянским языками, С. Романелли с одинаковой легкостью писал всевозможные Gelegenheitsgedichte на обоих языках. Романелли зарабатывал себе на жизнь обучением и написанием еврейских и итальянских стихов для свадеб, патриотических праздников и других подобных случаев, но, будучи беспорядочным и насмешником над религией, своими остротами на религиозные темы нажил себе много врагов. Жил в постоянной нужде и крайней нищете.
Перевёл много еврейских религиозных гимнов и молитв на итальянский язык и в то же время много перевёл с итальянского на еврейский, как, например, «Themistocles» Метастазио и трагедию Маффея «Merope».
Стал популярен, благодаря аллегорической мелодрамой «Ha-kolot jechdalun» (1791), написанной в духе «La-Jescharim Tehilah» М. Х. Луццатто. За этой мелодрамой последовали:
- «Ruach Nachon» (гимн философского содержания, 1892,
- «Olat ha-Minchah» (поэма по случаю бракосочетания Д. Герца и Шарлотты Арнштейн, 1793);
- «Zimrat Arizim» (гимны и поэмы в честь Наполеоновских побед, 1807);
- «Tapuach Zahab» (эпос, заимствованный из греческой мифологии, 1810).

Оставил в рукописи много поэм и еврейскую грамматику.
Последние годы своей жизни он провел в Казале-Монферрато, где и умер внезапно от апоплексического удара.